# Amphipholizona
Amphipholizona is een geslacht van slangsterren uit de familie Amphiuridae.

## Soorten
- Amphipholizona delicata H.L. Clark, 1915
- Amphipholizona perplexa (Nielsen, 1932)